# 밴쿠버 화이트캡스 (1974년)
밴쿠버 화이트캡스(Vancouver Whitecaps)는 북미 축구 리그에 소속된 캐나다의 프로축구단이었다. 리그 활동 기간은 1974 시즌부터 1984 시즌이다.